# Большеголовые змеи
Большеголовые змеи, или дипсасы (лат. Dipsas) — род змей из семейства ужеобразных, обитающий в Новом Свете.

## Описание
Общая длина представителей этого рода колеблется от 60 см до 1 м. Глава очень короткая толстая, у некоторых видов плоская. Глаза маленькие. Туловище плотное и стройное. Хвост длинный. Правая и левая половины нижней челюсти этих змей неподвижны, челюсти жёстко соединены друг с другом, способны раздвигаться в стороны. Отсутствует бороздка на подбородке, его покрывает крупная чешуя, которая плотно налегает друг на друга краями. Задний зуб с каждой стороны верхней челюсти сильно удлинён и слегка загнут назад.
Окрас чёрный, коричневый, бурый, тёмно-оливковый.

## Образ жизни
Населяют леса, травянистые места, кустарниковые заросли. Хорошо лазают по деревьям. Активны днём. Питаются земноводными, мелкими беспозвоночными, моллюсками, улитками.

## Размножение
Это яйцекладущие змеи.

## Распространение
Обитают от Мексики через Центральную Америку до Южной Америки включительно.

## Классификация

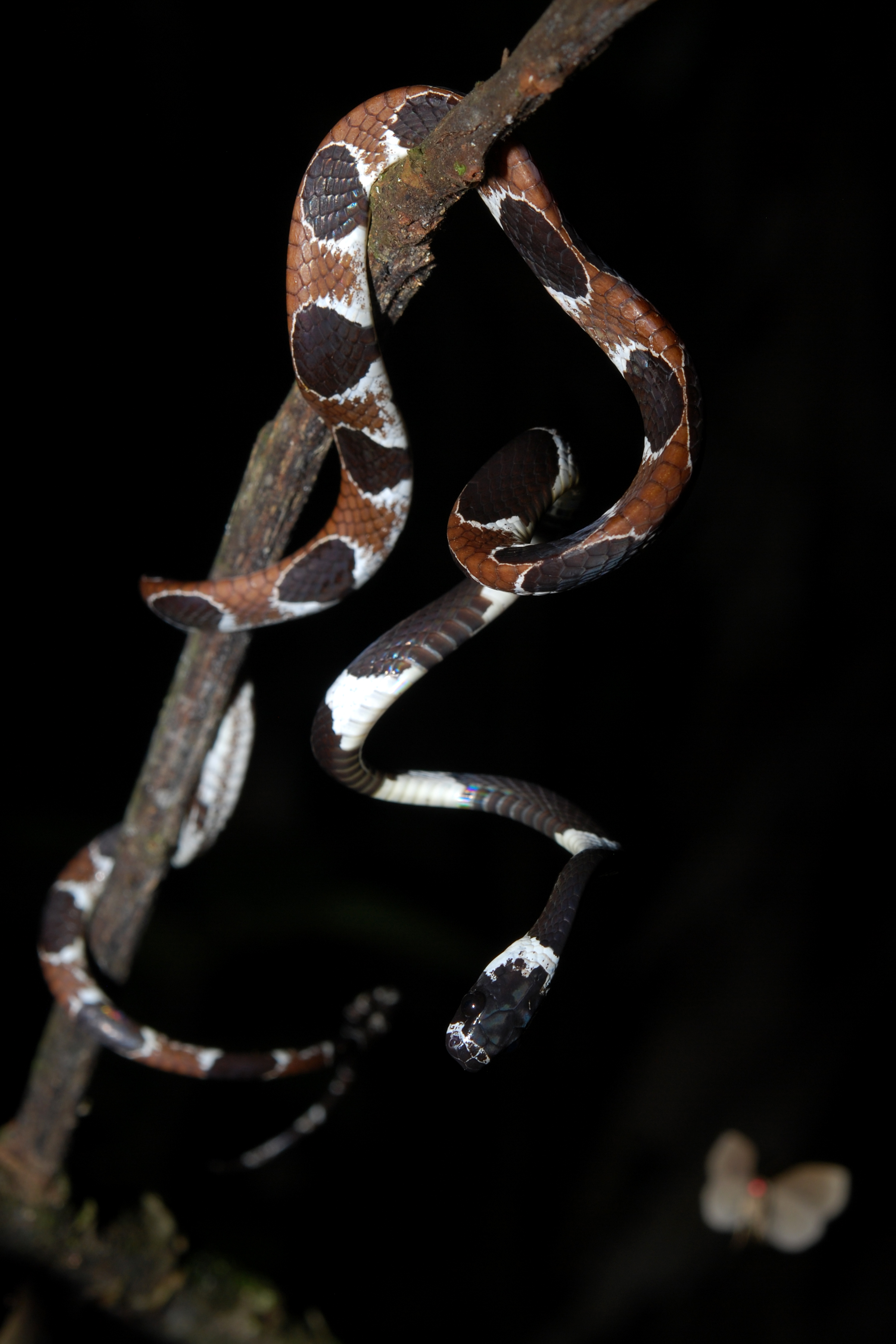
Dipsas catesbyi

На июль 2018 года в род включают 41 вид:
- Dipsas albifrons (Sauvage, 1884) — Белолобый дипсас, или белолобый американский улиткоед
- Dipsas alternans (Fischer, 1885)
- Dipsas andiana (Boulenger, 1896)
- Dipsas articulata (Cope, 1868)
- Dipsas baliomelas Harvey, 2008
- Dipsas bicolor (Günther, 1895) — Двухцветный американский улиткоед
- Dipsas bobridgelyi Arteaga et al., 2018
- Dipsas brevifacies (Cope, 1866) — Короткомордый американский улиткоед
- Dipsas bucephala (Shaw, 1802)
- Dipsas catesbyi (Sentzen, 1796)
- Dipsas chaparensis Reynolds & Foster, 1992
- Dipsas cisticeps (BOETTGER, 1885)
- Dipsas copei (Günther, 1872) — Американский улиткоед Копа
- Dipsas elegans (Boulenger, 1896) — Стройный американский улиткоед
- Dipsas ellipsifera (Boulenger, 1898)
- Dipsas gaigeae (Oliver, 1937)
- Dipsas georgejetti Arteaga et al., 2018
- Dipsas gracilis (Boulenger, 1902) — Грациозный американский улиткоед
- Dipsas incerta (Jan, 1863)
- Dipsas indica Laurenti, 1768
- Dipsas klebbai Arteaga et al., 2018
- Dipsas maxillaris (Werner, 1910)
- Dipsas neivai Amaral, 1926
- Dipsas nicholsi (Dunn, 1933)
- Dipsas oreas (Cope, 1868)
- Dipsas oswaldobaezi Arteaga et al., 2018
- Dipsas pakaraima Macculloch & Lathrop, 2004
- Dipsas palmeri (BOULENGER, 1912)
- Dipsas pavonina Schlegel, 1837
- Dipsas peruana (Boettger, 1898) — Перуанский дипсас, или перуанский улиткоед
- Dipsas praeornata (Werner, 1909)
- Dipsas pratti (Boulenger, 1897)
- Dipsas sanctijoannis (Boulenger, 1911)
- Dipsas sazimai Fernandes, Marques & Argôlo, 2010
- Dipsas schunkii (Boulenger, 1908)
- Dipsas temporalis (Werner, 1909)
- Dipsas tenuissima Taylor, 1954 — Тончайший дипсас, или тончайший американский улиткоед
- Dipsas trinitatis Parker, 1926
- Dipsas variegata (Duméril, Bibron & Duméril, 1854) — Изменчивый дипсас, или изменчивый американский улиткоед
- Dipsas vermiculata Peters, 1960 — Червеобразный дипсас, или червеобразный американский улиткоед
- Dipsas viguieri (Bocourt, 1884)